# Kevin Chapman
Kevin Chapman, ameriški igralec * 29. julij 1962, Boston, Združene države Amerike.
Znan je po raznolikih vlogah, vse od neprijetnega brata Terrencea Garrityja v FX-ovi seriji Newyorški gasilci do uličnega izsiljevalca Vala Savagea v Skrivnostni reki Clinta Eastwooda. V CBS-ovi kriminalni dramski seriji Lov na osumljenca je upodobil tudi detektiva Lionela Fusca.